# سلاح الجو الجنوب إفريقي
سلاح جو جنوب أفريقيا (بالإنجليزية: South African Air Force)‏ هي القوة الجوية لدولة جنوب أفريقيا، تأسست في 1 فبراير 1920